# Ягодная Ряса
Я́годная Ря́са — река в России, протекает в Липецкой области. Устье реки находится в 40 км по правому берегу реки Становая Ряса. Длина реки составляет 73 км, площадь водосборного бассейна 806 км².
Одна из основных рек Липецкой области. Протекает по территории Лев-Толстовского и Чаплыгинского районов.

## Этимология
Название реки происходит от народного географического термина ряса — «мокрое место, топь». Определение ягодная свидетельствует о том, что река протекала по местности, изобиловавшей ягодами.

## Описание
Исток — у поселка Красный (в 3 км к северу от Льва Толстого). Впадает в реку Становую Рясу (правый приток) в городе Чаплыгине.
Между Денисьевом и Гагарином через Ягодную Рясу в 1890 году был переброшен железнодорожный мост: здесь прошла линия Астапово (ныне Лев Толстой) — Троекурово. В 1998 году ветку закрыли, а позже вместе с мостом разобрали.

## Данные водного реестра
По данным государственного водного реестра России относится к Донскому бассейновому округу, водохозяйственный участок реки — Воронеж от истока до города Липецк, без реки Матыра, речной подбассейн реки — бассейны притоков Дона до впадения Хопра. Речной бассейн реки — Дон (российская часть бассейна).
Код объекта в государственном водном реестре — 05010100512107000002665.

### Притоки (км от устья)
- 3,2 км: река Гущина Ряса (пр)
- 20 км: река Булавки (пр)
- 38 км: ручей Руденки (лв)

## Населённые пункты
На берегах реки расположены: Племянниково, Срезнево, Знаменское, Свищевка, Большая Карповка, Топки, Гагино, Денисьево, Гагарино, Дубовое (Чаплыгинский район), Зыково, Журавинки, Пиково, Ломовое, Климово, Хавенка и Чаплыгин.